# Die große Flatter
Die große Flatter ist ein Fernseh-Dreiteiler des WDR aus dem Jahr 1979 nach dem gleichnamigen Roman von Leonie Ossowski, die zusammen mit der Regisseurin Marianne Lüdcke auch das Drehbuch schrieb. Die Erstausstrahlung fand am 30. September 1979 im Ersten statt. 1980 erhielten Leonie Ossowski und Marianne Lüdcke dafür den Adolf-Grimme-Preis mit Silber.

## Handlung
Marianne Lüdckes Dreiteiler erzählt die Geschichte der Freundschaft zwischen den beiden Jugendlichen Joachim, genannt „Schocker“, und „Richy“, die mit ihren Familien in einer Armensiedlung am Stadtrand von West-Berlin leben. Probleme mit den Eltern und Freunden, Alkoholismus und die Arbeitslosigkeit bestimmen ihren Alltag. Sie träumen davon, eines Tages aus diesem Milieu und dem sozialen Elend ausbrechen zu können – eben „Die große Flatter“ zu machen.
Schocker möchte einmal als Fernfahrer arbeiten und versucht mit Hilfe eines italienischen Kahn-Arbeiters namens Mario „in Richtung Italien“ abzuhauen. Er will sich generell an seine Lebenssituation anpassen und schafft auch den Schulabschluss, doch bedingt durch seine Herkunft und den Ruf der Siedlung ist sein Wunsch nach einer Lehrstelle als Kfz-Mechaniker nicht zu erfüllen.
Richy dagegen ist die Schule gleich, er bleibt sogar einmal sitzen. Er vertreibt sich die Zeit mit kleinen Gaunereien und träumt von einer Zukunft als Rock-Gitarrist. Letztendlich sehnt sich auch Richy nach Harmonie in seinem Leben, doch seine gesellschaftliche Situation und sein Verhältnis zu seinem alkoholkranken, gewalttätigen und cholerischen Vater bringen ihn immer wieder vom „rechten“ Weg ab.
Eine weitere Schlüsselfigur ist Schockers Freundin Elli Gruen. Sie steht zwischen den beiden jungen Männern. Zum einen ist sie diejenige, die immer wieder versucht, Schocker von Richy fernzuhalten, zum anderen wird sie offensichtlich auch heimlich von Richy begehrt. Von ihm stammt auch ihr Spitzname „Knackarsch“.
Die Geschichte endet mit der Festnahme der Freunde nach einem von Richy initiierten, spontan ausgeführten und missglückten Raubüberfall auf einen Juwelierladen im Berliner Europa-Center. Während des Verbrechens erschlägt Richy den Juwelier im Affekt.

## Kritik
„Der für das Fernsehen produzierte Film fand seinerzeit große Beachtung in den Medien und bei den Zuschauern. Die Regisseurin Marianne Lüdcke hütete sich davor, billige Lösungen für das Problem der Obdachlosigkeit anzubieten und warb in ihrer differenzierten Darstellung stattdessen mehr für Verständnis gegenüber diesen Menschen. Ihr Film entstand in enger Zusammenarbeit mit der Autorin Leonie Ossowski, die als Sozialarbeiterin ihre langjährigen Erfahrungen mit diesem Milieu in Buch und Film einbrachte“. (Bundesverband Jugend und Film e. V./BJF-Clubfilmothek)

## Sonstiges
- Der Film besteht aus drei Teilen mit jeweils etwa 90 Minuten.
- Er erschien am 4. September 2009 als Doppel-DVD und am 17. April 2020 als Blu-ray.
- Richy Müller heißt eigentlich Hans-Jürgen Müller, aufgrund dieser Rolle legte er sich später den Künstlernamen „Richy“ zu.
- Gedreht wurde unter anderem an den Baracken der ehemaligen Speerplatte in Berlin-Charlottenburg-Nord. Dort wurden in den 1970er-Jahren große Mengen Kohle gelagert. In mehreren Aufnahmen sieht man diese Aufschüttungen.
- Aufnahmen entstanden ebenfalls im ehemaligen Kudamm-Eck in West-Berlin.
- Die Fußgängerbrücke am Europa Center, wo Schocker verhaftet wird, wurde 1979 abgebaut und überspannt seit 1980 die Heerstraße in Spandau.
- In dem Dreiteiler sprechen die Haupt- und Nebendarsteller teils einen starken Berliner Dialekt.